# Rosa 'Princess Alexandra'
'Princess Alexandra' (el nombre del obtentor registrado de 'Princess Alexandra'® ), es un cultivar de rosa que fue conseguido en Dinamarca en 1998 por el rosalista danés Poulsen.
No confundir con la rosa 'Princess Alexandra of Kent', Austin 2007.

## Descripción
'Princess Alexandra' es una rosa moderna cultivar arbusto de la serie 'Renaissance'® del grupo Híbrido de té.
El cultivar procede del cruce de parentales de 'Margaret Merril' (Floribunda, Harkness, 1977) x planta de semillero.
Las formas arbustivas del cultivar tienen porte erguido y alcanza de 80 a 120 cm de alto y con 120 cm de ancho. Las hojas son de color verde oscuro y brillante.
Sus delicadas flores de color rosa intenso a rojo. Fragancia fuerte. Rosa de diámetro grande de 4" 20 a 30 pétalos. La flor grande, doble de 17 a 25 pétalos. En pequeños grupos, forma de taza, floración en roseta. 
Florece en oleadas a lo largo de la temporada. Primavera o verano son las épocas de máxima floración, si se le hacen podas más tarde tiene después floraciones dispersas.

## Origen
El cultivar fue desarrollado en Dinamarca por el prolífico rosalista danés Poulsen, en 1998. 'Princess Alexandra' es una rosa híbrida diploide con ascendentes parentales de 'Margaret Merril' (Floribunda, Harkness, 1977) x planta de semillero.
El obtentor fue registrado bajo el nombre cultivar de 'Princess Alexandra'® por Poulsen en 1998 y se le dio el nombre comercial de exhibición 'Princess Alexandra'™.
También se le reconoce por los sinónimos de 'POUldra', 'Alexandra Renaissance', 'Princess Alexandra Renaissance' y 'The Ridge School'.
La rosa fue conseguida por hibridación por " L. Pernille Olesen"/"Mogens Nyegaard Olesen" en Dinamarca antes de 1998, e introducida en el mercado danés en 1998 por Poulsen Roser A/S como 'Princess Alexandra'.
La rosa 'Princess Alexandra' fue introducida en Australia con la patente "Australia - Application No: 1999/373  on  1999".
La rosa 'Princess Alexandra' fue introducida en Estados Unidos con la patente "United States - Patent No: PP 12,999  on  24 Sep 2002".
La princesa "Princess Alexandra" de Dinamarca nació el 30 de junio de 1964.

## Premios y galardones
- Orléans Certificate of Merit 1999.

## Cultivo
Aunque las plantas están generalmente libres de enfermedades, es posible que sufran de punto negro en climas más húmedos o en situaciones donde la circulación de aire es limitada.
Las plantas toleran media sombra, a pesar de que se desarrollan mejor a pleno sol. En América del Norte son capaces de ser cultivadas en USDA Hardiness Zones 7b a más cálido. La resistencia y la popularidad de la variedad han visto generalizado su uso en cultivos en todo el mundo.
Puede ser utilizado para las flores cortadas, o jardín. Vigorosa. En la poda de Primavera es conveniente retirar las cañas viejas y madera muerta o enferma y recortar cañas que se cruzan. En climas más cálidos, recortar las cañas que quedan en alrededor de un tercio. En las zonas más frías, probablemente hay que podar un poco más que eso. Requiere protección contra la congelación de las heladas invernales.